# Мютрю
Мютрю (фр. Mutrux) — громада  в Швейцарії в кантоні Во, округ Юра-Нор-Водуа.

## Географія
Громада розташована на відстані близько 60 км на захід від Берна, 40 км на північ від Лозанни.
Мютрю має площу 3,2 км², з яких на 3,4% дозволяється будівництво (житлове та будівництво доріг), 34,5% використовуються в сільськогосподарських цілях, 62,1% зайнято лісами, 0% не є продуктивними (річки, льодовики або гори).

## Демографія
2019 року в громаді мешкало 152 особи (+15,2% порівняно з 2010 роком), іноземців було 3,9%. Густота населення становила 47 осіб/км².
За віковим діапазоном населення розподілялося таким чином: 25% — особи молодші 20 років, 58,6% — особи у віці 20—64 років, 16,4% — особи у віці 65 років та старші. Було 55 помешкань (у середньому 2,7 особи в помешканні).
Із загальної кількості 34 працюючих 12 було зайнятих в первинному секторі, 5 — в обробній промисловості, 17 — в галузі послуг.